# Захаров, Яков Евдокимович
Яков Евдокимович Захаров (1859—1920) — педагог, депутат Государственной думы II созыва от Пермской губернии.

## Биография

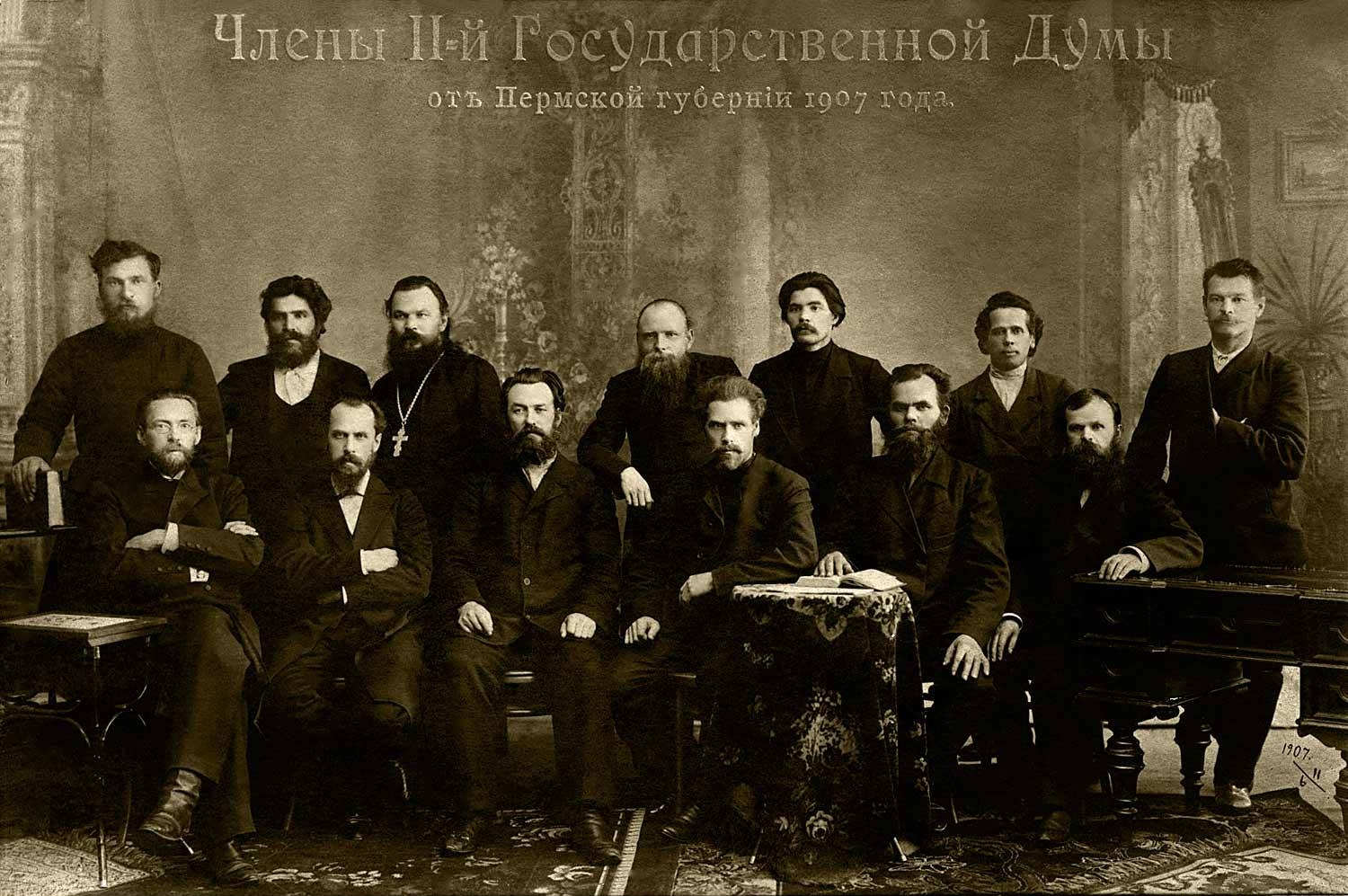
Члены II Государственной думы от Пермской губернии, 1907 год. Сидят: В. Н. Мамин, Г. И. Баскин, Я. Е. Захаров, А. А. Шпагин, Г. И. Кабаков, В. Е. Ершов; стоят: П. А. Зырянов, П. С. Сигов, К. А. Колокольников, Е. А. Петров, В. А. Чащин, Ф. Я. Тимачев, Я. П. Максимов

По происхождению из крестьян. Имел среднее образование. Служил земским учителем в Каслинской волости Екатеринбургского уезда Пермской губернии. Владел домом.
6 февраля 1907 года был избран в Государственную думу II созыва от съезда уполномоченных от волостей Пермской губернии. По сообщению газеты «Камский край», будучи избранным в Думу, был столь взволнован, что, разрыдавшись, не смог прочесть корреспонденту внятно телеграмму, отправленную им жене: «Жене… Захаровой… может быть придется на крест… но народ послал… Я готов, укрепи, Господь, силы».
Вошёл в состав Трудовой группы и фракции Крестьянского союза. Был членом совета фракции Трудовой группы. Состоял в комиссии для разбора корреспонденции. Был избран секретарём думской комиссии по народному образованию. 26 марта 1907 года участвовал в прениях по аграрному вопросу. Своё выступление Захаров начал с того, что зачитал наказ крестьян Каслинского сельского общества, а под аплодисменты слева закончил словами: «Народу нужна земля, нужны права, права человека, права гражданина. Народ долго терпел и ждал, но всякому терпению приходит конец. Этот конец наступил… Народ протягивает руки к земле и говорит: „Отдайте мне мою землю“».
После разгона Думы вернулся на родину.
По некоторым сведениям, скончался в 1920 году.

### Архивы
- Российский государственный исторический архив. Фонд 1278. Опись 1 (2-й созыв). Дело 158; Дело 587. Лист 5.